# Landkreis Wolfenbüttel
Landkreis Wolfenbüttel är ett distrikt i Niedersachsen, Tyskland. Distriktet delas i två delar av staden Salzgitter.

## Administrativ indelning
I förvaltningsrättslig mening finns i modern tid ingen skillnad mellan begreppet Stadt (stad) gentemot Gemeinde (kommun). 

### Einheitsgemeinde
| - Cremlingen | - Schladen-Werla | - Wolfenbüttel (stad) |  |

### Samtgemeinden i Landkreis Wolfenbüttel
| - Samtgemeinde Baddeckenstedt | - Samtgemeinde Elm-Asse | - Samtgemeinde Oderwald | - Samtgemeinde Sickte |

### Kommunfria områden
| - Am Großen Rhode | - Barnstorf-Warle | - Voigtsdahlum |  |